# Filesystem in Userspace
Filesystem in Userspace (FUSE) je modul pro jádra unixových operačních systémů, šířený pod svobodnými licencemi GPL a LGPL, umožňující neprivilegovaným uživatelům vytvářet si vlastní souborové systémy bez nutnosti psát jakýkoli kód pro jádro. Je toho dosaženo spouštěním kódu souborových systému v uživatelském prostoru, přičemž modul FUSE poskytuje pouze „most“ k aktuálnímu rozhraní jádra. Technologie FUSE byla oficiálně přidána do hlavního stromu jádra Linux ve verzi 2.6.14.
Technologie FUSE je zvláště užitečná pro tvorbu virtuálních souborových systémů. Na rozdíl od tradičních souborových systémů, které zásadně zapisují data na disk a čtou je z něj, virtuální souborové systémy data jako taková doopravdy neukládají. Vystupují pouze jako pohled na existující souborový systém nebo úložné zařízení, anebo jeho překlad. V principu každý prostředek dostupný pro implementaci FUSE může být exportován jako souborový systém.
Systém FUSE byl původně součástí virtuálního souborového systému AVFS, později se ale odštěpil jako samostatný projekt na SourceForge.
FUSE je k dispozici také na systémech FreeBSD, OpenSolaris a macOS. NetBSD má svůj vlastní framework pro souborové systémy v uživatelském prostoru, PUFFS (Pass-to-Userspace Framework File System), s vrstvou pro kompatibilitu s FUSE, nazvanou refuse.

## Příklady
- SSHFS: Poskytuje přístup k vzdáleným souborovým systémům přes SSH
- GmailFS: Souborový systém, který ukládá data jako poštu na serveru Gmail
- EncFS: Šifrovaný virtuální souborový systém
- Captive NTFS, ntfsmount a NTFS-3G, umožňující přístup na souborové systémy NTFS
- CurlFtpFS: Poskytuje přístup ke vzdáleným souborovým systémům přes libcurl
- LoggedFS: Záznam operací, které byly provedeny v jiném souborovém systému
- GlusterFS: Vysoce výkonný clusterový souborový systém
- FuseISO: Poskytuje přístup k obrazům CD/DVD ve formátech ISO, IMG, BIN, MDF a NRG